# 學生前線
學生前線（英語：Student Front）是香港一個學生社運組織，於2014年12月6日由「四眼哥哥」鄭錦滿因雨傘革命而成立，主張「以武制暴」，後於2015年3月2日解散。

## 成立
「學生前線」的成立原因是由於原本在佔領區的學聯及佔中三子均已放風有意退場，但卻遭到不少年輕人強烈反彈，於是他們志同道合成立組織「學生前線」。此外，他們成立的另一目的是為了「反大台霸權」、「反左膠唱K式抗爭」，主張以武制暴，並於清場前日發表聲明「放棄抵抗，保存實力」撤離。雨傘運動後，亦有積極參與「鳩嗚」及「反水貨」等行動，多名成員被捕。

## 解散
隨著雨傘革命的結束，組織的存在價值亦開始模糊。「學生前線」創辦人鄭錦滿在2015年3月2日在Facebook撰文，称組織缺乏泛民體系支持，而且各成員未能兼顧組織事務，因此決定解散組織。他呼籲市民切勿迷信學生組織，不能一直依靠學生的光環來吸引市民支持，應該做更實際的行動。他又表示會繼續支持勇武派的路線。

## 評價
香港文匯報發文指，「學生前線」是鼓吹違法暴力的極端組織。